# ヌメモン
ヌメモンはデジタルモンスターシリーズに登場する架空の生命体・デジタルモンスターの一種。

## 概要
『デジタルモンスターVer.1』から登場。成長期時にエサやりやトレーニングなどの世話を怠ることで進化し、自身の排泄物を投げるという衝撃的な攻撃方法をとる。しかしながら雑誌などによる情報により、初代シリーズ最強種への進化の可能性を示唆されるやテイマーの技量が試されるデジモンとなった。『デジモンペンデュラム』以降、このようなポジションは長らく撤廃されていたが、近年は『デジモンミニ』や『デジヴァイスiC』などでは復活している。基本的には育成の失敗によってこのような姿となるが、完全体や究極体など進化形態も存在している。

## 種族としてのヌメモン
ナメクジのような姿をした軟体型デジモン。性格はおとなしく臆病。暗く湿った場所を好む。

### 基本データ
- 世代/成熟期
- タイプ/軟体型
- 属性/ウィルス
- 必殺技/連続ウンチ投げ、ウンチ投げ
- 得意技/超悪臭噴射
- 勢力/アンノウン

### 亜種・関連種・その他
- もんざえモン

初登場作での完全体。ヌメモンとは異なり高い戦闘能力を持つ。
- ゲレモン

黄色亜種。大人しい性格が多いヌメモン種には珍しく好戦的な性格。
- カラツキヌメモン

成熟期。カタツムリのような殻をつけた亜種。ヌメモン種では珍しく知能はそれなりにある。
- ブラックキングヌメモン

同系の完全体。闇のトラッシュデータ界の王としての地位を築いたヌメモン。
- プラチナヌメモン

究極体。プラチィーナ鉱山のデータを体に取り込んで進化したヌメモン。究極体だが相変わらず攻撃方法はウンチ（プラチナ製）投げである。性格は傲慢でナルシスト。
- ゴールドヌメモン

成熟期（一部作品では究極体）。ゴルディーヌ鉱山のデータを取り込んだヌメモン。
- ヌメモン（X抗体）

成熟期。X抗体を取り込んだ姿で、身体から小さいヌメモンが垢として発生し続けており、自身のX抗体を舌に乗せて見せびらかす。こう見えて友達思いで、その友達を守るためには強敵相手にも立ち向かう勇敢さも持っている。

## 登場人物としてのヌメモン

### アニメ
- デジモンアドベンチャー - 第6話・第49話などに登場。地下道に集団で生息しており、時に上位レベルの敵にも結束して立ち向かう姿も見せた。こちらは珍しくデータ種として登場している。
- デジモンフロンティア - 第11話にて占い師の村の住民として、第15話にてトーカンモンの妄想で2体（その他にもデラモン、フローラモン、ベジーモンも2体ずつ登場した）、第17話にてアキバマーケットの客として登場。
- デジモンセイバーズ - 第4話に登場。
- デジモンゴーストゲーム - 第23話に登場。声は沼田祐介。

### 漫画
- デジモンクロスウォーズ - 第1話の冒頭では夢の中で、第11話で経緯は不明ながらクロスハートに加わったメンバーとして2体が登場。